# Frode Andresen
Pour les articles homonymes, voir Andresen.
Frode Andresen, né le 9 septembre 1973 à Rotterdam, est un biathlète et fondeur norvégien. Il est triple médaillé olympique, dont deux fois en individuel et notamment champion du monde de sprint en 2000.

## Biographie

### Enfance
Frode Andresen est né à Rotterdam, aux Pays-Bas et passe les prochaines années dans différents pays, l'Afrique du Sud, le Nigeria et le Kenya, avant que sa famille prend résidence en Norvège lorsqu'il a quatre ans. À cinq ans, il monte sur les skis pour la première fois, puis découvre le biathlon à douze ans.

### Carrière en biathlon
Basé à Hønefoss, il commence sa carrière internationale dans la Coupe du monde en 1993. Il obtient son premier podium en décembre 1996 au sprint d'Östersund, puis sa première victoire en janvier 1998 au sprint de Ruhpolding, où il gagne aussi son premier relais. Son premier succès a lieu avant, aux Championnats du monde 1995, où il remporte le titre à la course par équipes et est dixième du sprint pour son premier championnat majeur. Il est ensuite reconnu notamment pour sa taille imposante.
Aux Jeux olympiques d'hiver de 1998, il se place deuxième du sprint, derrière Ole Einar Bjørndalen, et récolte la médaille d'argent. Lors des Championnats du monde 1999, il est médaillé de bronze sur le sprint et le relais. Il fait encore mieux lors de l'édition 2000, puisqu'il remporte le titre au sprint, dont il aurait pu être disqualifié pour cause d'un non suivi des règles de sécurité avec sa carabine, et la médaille d'argent au relais. Il s'impose sur cinq autres épreuves de la Coupe du monde cette saison.
C'est pourtant en 2000-2001, qu'il établit son meilleur classement général, prenant le troisième rang derrière Poirée et Bjørndalen, notamment grâce à un doublé sprint-poursuite sur l'étape prestigieuse d'Oslo.
Aux Jeux olympiques d'hiver de 2002 à Salt Lake City, il échoue à remporter une médaille dans les courses individuelles, mais remporte le titre avec ses coéquipiers Egil Gjelland, Halvard Hanevold et Ole Einar Bjørndalen. Aux Championnats du monde 2002, qui ne comprend que la mass start, il gagne la médaille de bronze. En ouverture de la saison 2002-2003, il s'impose au sprint d'Östersund, sa seule victoire jusqu'en fin d'année 2005 à Hochfilzen, avant deux autres le mois suivant en sprint à Ruhpolding et Anterselva, portant son total définitivement à quinze victoires (dont onze en sprint). Aux Jeux olympiques de Turin 2006, il décroche avec la médaille de bronze sur le sprint, remporté par Sven Fischer son dernier podium individuel dans l'élite.
Aux Championnats du monde 2007, il remporte, avec la médaille d'argent au relais et la médaille de bronze au relais mixte, ses dernières dans des mondiaux. Il y est quatrième dans l'individuel, son meilleur résultat dans la discipline.
Il marque des points dans la Coupe du monde jusqu'en 2010, mais il reste déficient au tir.

## Carrière en ski de fond
Frode Andersen faisant partie des biathlètes les plus rapides en ski, il opère au niveau international également en tant que fondeur. Il participe à sa première course dans la Coupe du monde en 1998 à Muonio. Il monte sur un podium en relais en 2003 à Beitostølen et obtient son meilleur résultat individuel en 2008, à Oslo, où il est huitième au cinquante kilomètres. Il devient champion de Norvège du cinquante kilomètres en 2009.

### Vie privée
Il est en couple avec Gunn Margit Andreassen, avec qui il a eu trois fils. En 2018, un de ses fils (David), alors âgé de 13 ans, meurt d'une crise d'épilepsie. Il est diplômé en économie à l'université.

## Palmarès en biathlon

### Jeux olympiques
| Épreuve / Édition      | Individuel | Sprint                              | Poursuite                        | Départ en masse                  | Relais                         |
| ---------------------- | ---------- | ----------------------------------- | -------------------------------- | -------------------------------- | ------------------------------ |
| JO 1998 Nagano         | 19e        | Médaille d'argent, Jeux olympiques  | Épreuve inexistante à cette date | Épreuve inexistante à cette date | —                              |
| JO 2002 Salt Lake City | 7e         | 8e                                  | 14e                              | Épreuve inexistante à cette date | Médaille d'or, Jeux olympiques |
| JO 2006 Turin          | 15e        | Médaille de bronze, Jeux olympiques | 6e                               | 19e                              | 5e                             |

Légende :
- : épreuve inexistante ou non olympique.

### Championnats du monde
| Mondiaux \ Épreuve    | Individuel               | Sprint                    | Poursuite                        | Départ en masse                  | Relais                    | Relais mixte                     | Course par équipes               |
| 1995 Antholz          | —                        | 10e                       | Épreuve inexistante à cette date | Épreuve inexistante à cette date | 5e                        | Épreuve inexistante à cette date | Médaille d'or, monde             |
| 1996 Ruhpolding       | —                        | 5e                        | Épreuve inexistante à cette date | Épreuve inexistante à cette date | 4e                        | Épreuve inexistante à cette date | —                                |
| 1997 Osrblie          | —                        | 14e                       | 19e                              | Épreuve inexistante à cette date | —                         | Épreuve inexistante à cette date | —                                |
| 1998 Pokljuka         | JO Nagano                | JO Nagano                 | 8e                               | Épreuve inexistante à cette date | JO Salt Lake City         | Épreuve inexistante à cette date | —                                |
| 1999 Kontiolahti Oslo | 53e                      | Médaille de bronze, monde | 27e                              | 6e                               | Médaille de bronze, monde | Épreuve inexistante à cette date | Épreuve inexistante à cette date |
| 2000 Oslo Lahti       | 21e                      | Médaille d'or, monde      | 6e                               | DSQ                              | Médaille d'argent, monde  | Épreuve inexistante à cette date | Épreuve inexistante à cette date |
| 2001 Pokljuka         | —                        | 8e                        | 6e                               | 16e                              | Médaille de bronze, monde | Épreuve inexistante à cette date | Épreuve inexistante à cette date |
| 2002 Oslo             | JO Salt Lake City        | JO Salt Lake City         | JO Salt Lake City                | Médaille de bronze, monde        | JO Salt Lake City         | Épreuve inexistante à cette date | Épreuve inexistante à cette date |
| 2003 Khanty-Mansiïsk  | 26e                      | 6e                        | 13e                              | 21e                              | 4e                        | Épreuve inexistante à cette date | Épreuve inexistante à cette date |
| 2004 Oberhof          | —                        | 10e                       | 15e                              | 19e                              | —                         | Épreuve inexistante à cette date | Épreuve inexistante à cette date |
| 2005 Hochfilzen       | —                        | 35e                       | 35e                              | —                                | —                         | —                                | Épreuve inexistante à cette date |
| 2006 Pokljuka         | Jeux olympiques de Turin | Jeux olympiques de Turin  | Jeux olympiques de Turin         | Jeux olympiques de Turin         | Jeux olympiques de Turin  | 23e                              | Épreuve inexistante à cette date |
| 2007 Antholz          | 4e                       | —                         | —                                | 6e                               | Médaille d'argent, monde  | Médaille de bronze, monde        | Épreuve inexistante à cette date |
| 2008 Östersund        | —                        | 57e                       | 42e                              | —                                | —                         | —                                | Épreuve inexistante à cette date |

Légende :

 : première place, médaille d'or

 : deuxième place, médaille d'argent

 : troisième place, médaille de bronze

 : épreuve inexistante à cette date

— : pas de participation à cette épreuve

DSQ : Disqualifié 

### Coupe du monde
- - Meilleur classement général : 3e en 2001.
  - selon l'Union internationale de biathlon, qui inclut les Jeux olympiques et les Championnats du monde :

47 podiums individuels : 15 victoires, 15 deuxièmes places et 17 troisièmes places.

#### Détail des victoires individuelles
| Saison / Épreuve | Individuel | Sprint                                                  | Poursuite          | Mass start | Total |
| 1998-1999        |            | Ruhpolding                                              | Val-Cartier        |            | 2     |
| 1999-2000        |            | Pokljuka Osrblie Östersund Oslo (Championnats du monde) | Pokljuka Östersund |            | 6     |
| 2000-2001        |            | Lake Placid Oslo                                        | Oslo               |            | 3     |
| 2002-2003        |            | Östersund                                               |                    |            | 1     |
| 2005-2006        |            | Hochfilzen Ruhpolding Antholz                           |                    |            | 3     |
| Total            | 0          | 11                                                      | 4                  | 0          | 15    |

#### Classements annuels
| Année | Classement général final |
| 1994  | 58e                      |
| 1995  | 42e                      |
| 1996  | 11e                      |
| 1997  | 13e                      |
| 1998  | 9e                       |
| 1999  | 11e                      |
| 2000  | 6e                       |
| 2001  | 3e                       |
| 2002  | 5e                       |
| 2003  | 6e                       |
| 2004  | 8e                       |
| 2005  | 15e                      |
| 2006  | 9e                       |
| 2007  | 21e                      |
| 2008  | 30e                      |
| 2009  | 47e                      |
| 2010  | 45e                      |

### IBU Cup
- 3 victoires individuelles.

## Palmarès en ski de fond

### Coupe du monde
- Meilleur classement général : 83e en 2001.
- Meilleur résultat individuel : 8e.
- 1 podium en relais.

### Championnats de Norvège
- Vainqueur du cinquante kilomètres libre en 2009.

## Distinction
Il a reçu le Prix d'honneur Egebergs Ærespris en 2009.